# Волпелино
Волпелѝно (на италиански: Volpeglino; на пиемонтски: Vulpiej, Вулпией) е село и община в Северна Италия, провинция Алесандрия, регион Пиемонт. Разположено е на 243 m надморска височина. Населението на общината е 172 души (към 2010 г.).